# Propallene ardua
Propallene ardua là một loài nhện biển trong họ Callipallenidae. Loài này thuộc chi Propallene. Propallene ardua được miêu tả khoa học năm 1975 bởi Stock.